# Močile
Močile är en ort i Kroatien.   Den ligger i länet Gorski kotar, i den centrala delen av landet, 80 km sydväst om huvudstaden Zagreb. Močile ligger 248 meter över havet och antalet invånare är 109.
Terrängen runt Močile är kuperad åt sydväst, men åt nordost är den platt. Runt Močile är det ganska glesbefolkat, med 42 invånare per kvadratkilometer. Närmaste större samhälle är Ogulin, 17,3 km söder om Močile. I omgivningarna runt Močile växer i huvudsak lövfällande lövskog.